# Кіта (рід птахів)
Кіта (Urocissa) — рід горобцеподібних птахів родини воронових (Corvidae). Включає п'ять видів.

## Поширення
Рід поширений у Південній та Південно-Східній Азії від Кашміру до Тайваню, на південь до Індокитаю та Цейлону. Тайвань і Шрі-Ланка представлені ендемічними видами.

## Види
- Кіта тайваньська (Urocissa caerulea)
- Кіта червонодзьоба (Urocissa erythroryncha)
- Кіта жовтодзьоба (Urocissa flavirostris)
- Кіта цейлонська (Urocissa ornata)
- Кіта білокрила (Urocissa whiteheadi)